# Климовка (Мелеузівський район)
Кли́мовка (рос. Климовка, башк. Климовка) — присілок у складі Мелеузівського району Башкортостану, Росія. Входить до складу Зірганської сільської ради.
Населення — 20 осіб (2010; 12 в 2002).
Національний склад:
- росіяни — 92%